# Topografische Karte

Beispiel: Topographische „Special-Karte der Ortler-Alpen“ in 1:25.000 von Meurer-Freytag (1884), mit Höhenlinien und Schummerung

Eine topografische Karte (auch topographische Karte) ist eine mittel- bis großmaßstäbige Karte in Maßstäben wie 1:10.000, 1:25.000 1:50.000 oder 1:100.000, die zur genauen Abbildung der Geländeformen (Topografie) und anderer sichtbarer Details der Erdoberfläche dient. Das Gelände wird in der Regel durch Höhenlinien dargestellt, ergänzt um markante Höhenpunkte (Gipfel, Sättel usw.) und den Verlauf der Gewässer sowie Straßen, Bahnlinien, größere Gebäude, die Umrisse von Ortschaften und andere technische Sachverhalte wie Grenzen, Wasser- oder Stromleitungen. Alle diese geografischen Objekte werden entsprechend dem Karten-Maßstab lagerichtig und vollständig durch ein System kartografischer Zeichen wiedergegeben.
Wegen ihrer grundlegenden Bedeutung für die Wirtschaft, Verwaltung und den militärischen Aufgaben eines Landes gehören die Herausgabe, Laufendhaltung und Führung eines flächendeckenden Systems topografischer Karten zu den öffentlichen Aufgaben (amtliche Karten). Ähnliche Karten, z. B. Wanderkarten, werden aber auch – meistens für begrenzte, touristisch interessante Gebiete – von der Verlagskartografie herausgegeben.

## Geschichte

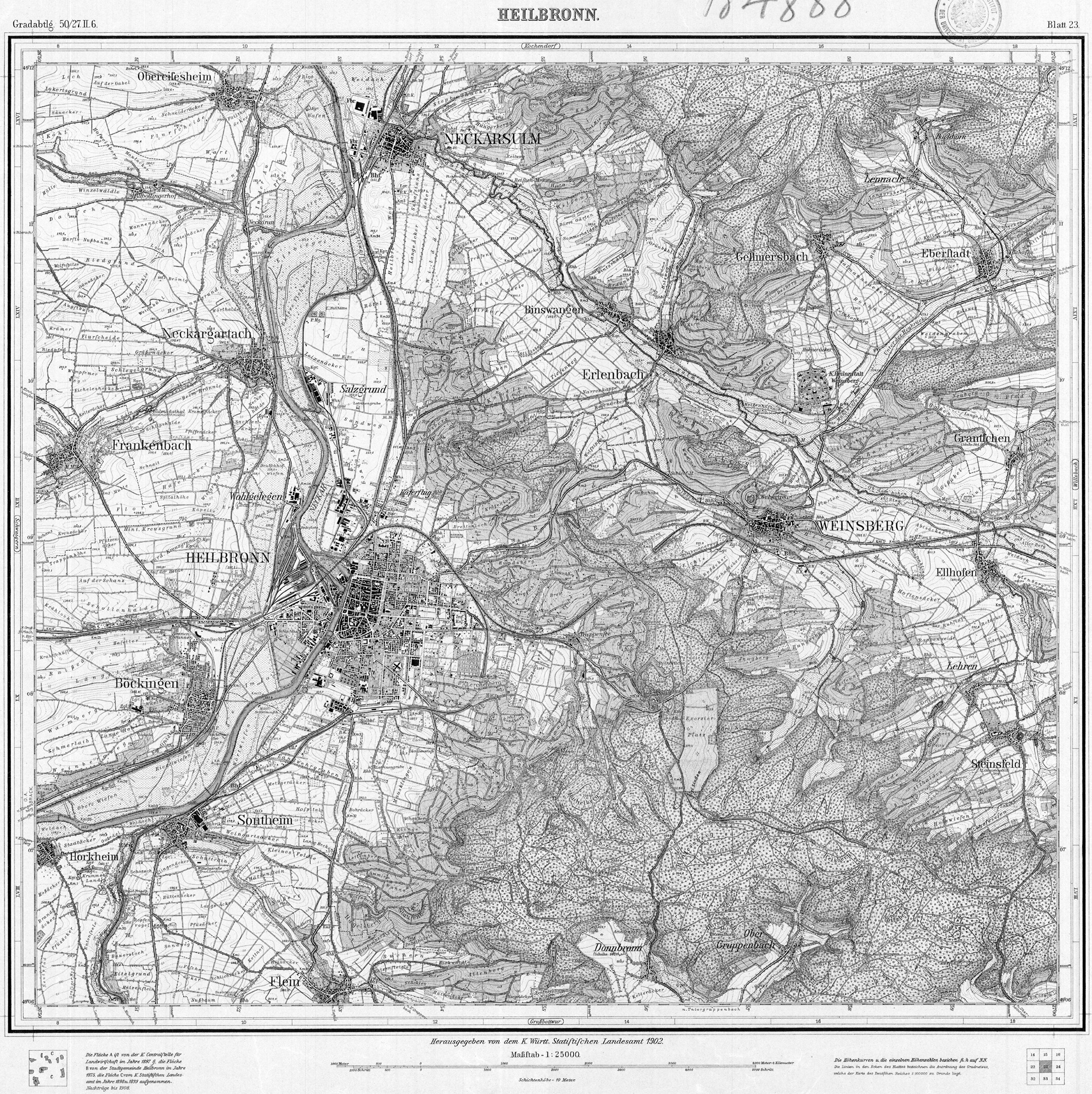
Beispiel einer topographischen Karte 1:25.000 (Messtischblatt). Blatt 23 (alte Nummerierung) von Heilbronn, 1908

Durch neue Entwicklungen der Landvermessung wurde die Darstellung und Genauigkeit der Landkarten im 18. und 19. Jahrhundert immer besser. So konnte man schon im 18. Jahrhundert sehr exakte Landkarten anfertigen, die kaum mehr Fehler in der Lage von Ortschaften aufwiesen. Es entstanden zahlreiche topographische Kartenwerke in Maßstäben von 1:20.000 bis 1:100.000 in den verschiedenen Königreichen und Herzogtümern in Mitteleuropa.
Im benachbarten Ausland existierten schon für das Militär des jeweiligen Landes seit dem Beginn des 18. Jahrhunderts großflächige, einheitliche topographische Kartenwerke – so die Carte de Cassini von Frankreich (1714–1787) und die Ferraris-Karte von Belgien (1771–1778), die auch Gebiete im heutigen Deutschland abdecken.
Ein flächendeckendes Kartenwerk für das Heilige Römische Reich Deutscher Nation gab es aber nicht. Das änderte sich 1806. Preußen brauchte ein Kartenwerk in einem einheitlichen Maßstab für ganz Mitteleuropa. Der Ingenieur-Geograph Daniel Gottlob Reymann publizierte daraufhin ab 1806 die erste Sektion des umfangreichen Werks des gesamtdeutschen topographischen Kartenwerks Geographischer Specialatlas von Deutschland und den Nachbarländern im Maßstabe von 1:200.000 oder auch Reymann’s Special-Karte von Central-Europa 1:200.000. Diese Kartenwerke sollten ganz Mitteleuropa, von Paris bis Minsk und von Flensburg bis Venedig, im Maßstab 1:200.000 wiedergeben.
Im Jahr 1836 veröffentlichte er die 142. Karte. 1838 umfasste das Kartenwerk Karten von Nordfrankreich, Belgien, der Küste der Niederlande, des Deutschen Reichs, Polens und des nördlichen Österreich-Ungarn (des heutigen nördlichen Tschechien). Im Deutsch-Französischen Krieg von 1870/71 wurden die preußischen Offiziere mit Karten von Reymann ausgestattet, die sie für ihre Genauigkeit und Detailtreue lobten. 1846 wurden die Rechte an dieser Karte an den Verlag Flemming verkauft. Dieses Kartenwerk wurde bis 1908 ständig aktualisiert. Dieses topographische Kartenprojekt ist das erste großflächige topographische Kartenwerk weit über die Grenzen Preußens und des ab 1815 existierenden Deutschen Bundes hinaus.
Erst 1877 gab es zwei weitere gesamtdeutsche Kartenwerke. Mit der Preußischen Neuaufnahme im Maßstab 1:25.000 und ihren tausenden Meßtischblättern wurde ein umfangreiches flächendeckendes und in der Darstellung sowie im Maßstab einheitliches Kartenwerk des gesamten seit 1871 existierenden Deutschen Reiches erstellt. Zusammen mit der Karte des Deutschen Reiches im Maßstab 1:100.000, die ab 1878 für das ganze Deutsche Reich erstellt wurde, wurden so die bis heute in dieser Form und Darstellung kaum veränderten topographischen Kartenwerke umgesetzt, wie sie heute als topographische Karten in den Maßstäben 1:25.000 und 1:100.000 bekannt sind.

## Aufbau und Karteninhalt
Eine topografische Karte besteht in der Regel aus dem Kartenfeld (eigentliche Karte), dem Kartenrahmen (Koordinaten) und dem Kartenrand mit der Zeichenerklärung.
- Das Kartenfeld umfasst die Darstellung des Geländes (Schichtenlinien, Schummerung, Höhenpunkte, Höhenlinien), der Gewässer, der Siedlungen und des Verkehrsnetzes, ferner meist die Bodenbedeckung (Wald, Wiese usw.), große Gebäude, wichtige Strom-, Gas- und Wasserleitungen und die Verwaltungsgrenzen. Topografische Objekte, wie Gemeinden, Gewässer, Berge und Landschaften, sind mit ihren geografischen Namen versehen.
- Der Kartenrahmen begrenzt den je nach Abbildungsart quadratischen, rechteckigen oder trapezförmigen Blattschnitt der Landkarte. Er enthält insbesondere die Bezifferungen des der Karte zugrunde liegenden Koordinatensystems.
- Der Kartenrand trägt in der Regel oben die Bezeichnung des Kartenwerks und den Namen des Kartenblattes. Seitlich oder unten befinden sich Kartenmaßstab, eine Maßstabsleiste und weitere Angaben, meist auch ein Auszug der Zeichenerklärung. Diese Legende erläutert den Karteninhalt und seinen Zeichensatz (Signaturen) in gestraffter Form. Ausführlich ist er in einem speziellen Musterblatt zusammengestellt.

## Maßstab und Genauigkeit
Topografische Karten haben den Maßstab 1:25.000 bis 1:100.000 und dienen besonders für militärische Zwecke als taktische Karte sowie als Grundlage für technische Planungen und geowissenschaftliche Untersuchungen. Der Maßstab 1:25.000 wird häufig bei Wanderkarten benutzt.
Detailreicher sind großmaßstäbige Karten im Maßstab 1:5.000 bis 1:20.000. Sie enthalten alle Einzelgebäude, den genauen Verlauf von Straßenrändern sowie Böschungen, sind aber wegen ihrer hohen Herstellungskosten und ihrer geringen Flächendarstellung je Kartenblatt meist nur in Industrieländern verfügbar.
Als Übersichtskarten im kleinmaßstäbigen Bereich (1:200.000, 1:250.000 und auch noch 1:500.000 TPC) dienen Generalstabskarten – vor allem für militärgeografische Zwecke (Operationsplanung und als Flugkarten), für die es ein ziviles Pendant als Generalkarte mit dem allgemeinen Kartenmaßstab 1:250.000 (russisch 1:200.000 und Schweiz 1:300.000) gibt.

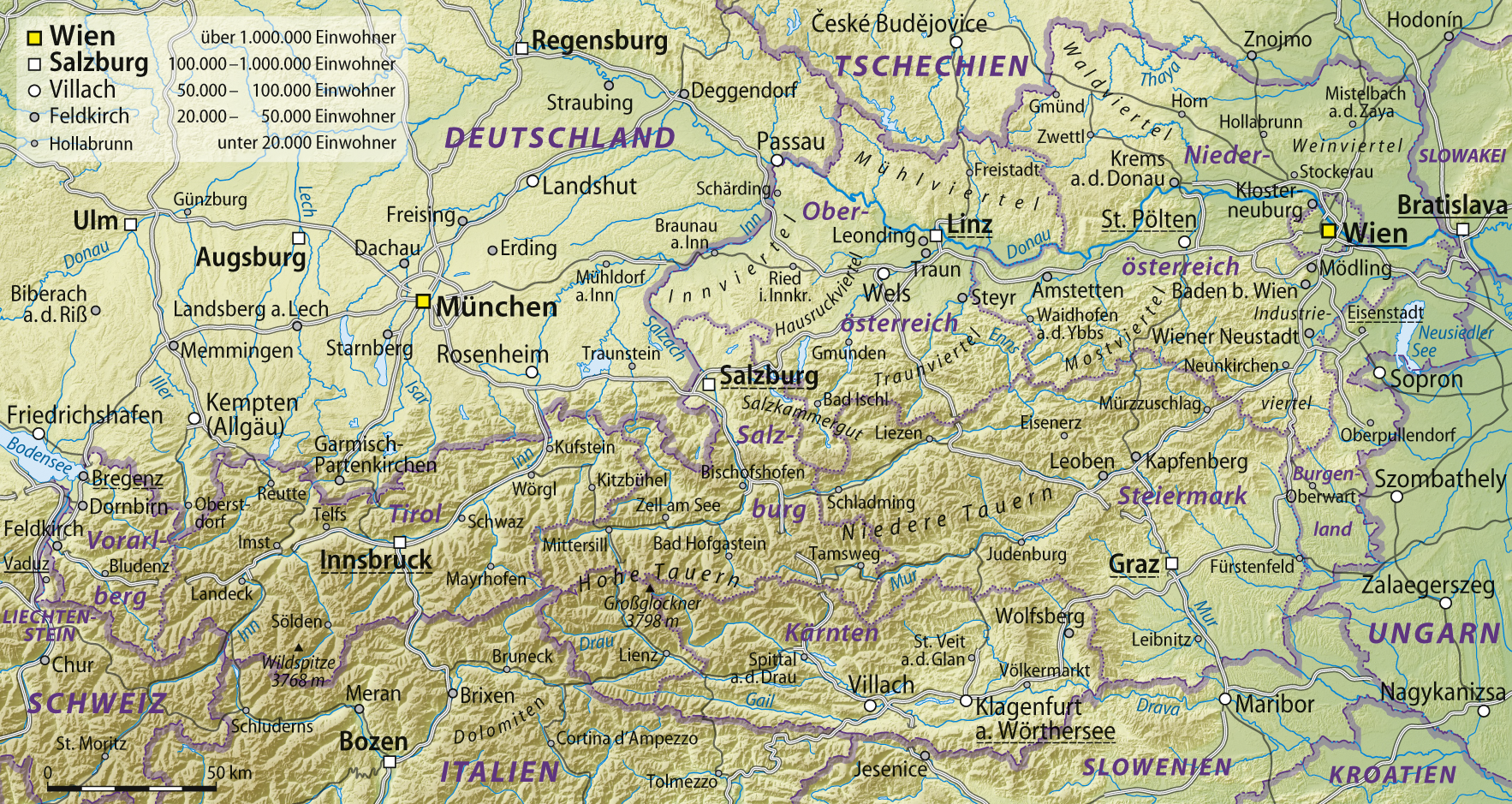
Beispiel: (kleinmaßstäbig): Übersichtskarte Österreich 1:1 Million (amtliche Karten siehe Weblinks)

Kleinmaßstäbige Übersichtskarten sind hingegen weltweit verfügbar. Sie haben Maßstäbe zwischen 1:200.000 und 1:1 Million und dienen vorwiegend geografischen Zwecken.

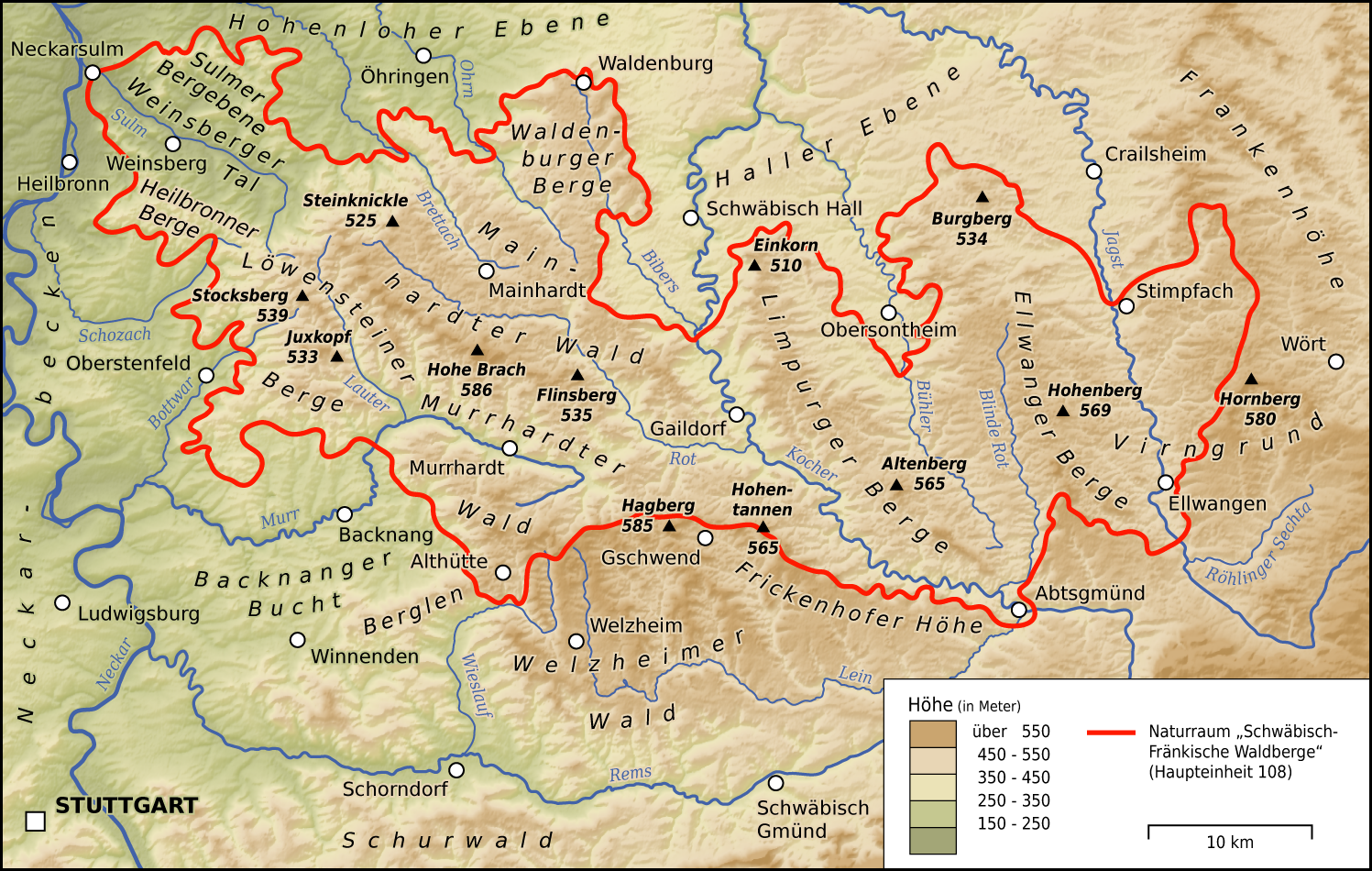
Beispiel: (mittlerer Maßstab, höhenkodiert): Schwäbisch-Fränkische Waldberge 1:400.000

Die Genauigkeit guter topografischer Karten liegt bei etwa 0,3 Millimetern, was in den Maßstäben 1:50.000 bzw. 1:100.000 etwa 15 bzw. 30 Metern entspricht. Dieser Richtwert gilt aber nur für exakt darstellbare Details (z. B. Bäche, Wege, Einzelgebäude), während bei Straßen und Eisenbahnen – vor allem in engen Tälern – aus grafischen Gründen oft eine „Verdrängung“ oder Generalisierung notwendig ist.

## Zweck, Anwendungsgebiete
Da topografische Karten, vor allem im großen Maßstabsbereich, die Erscheinungsformen der Erdoberfläche mit hoher kartografischer Genauigkeit und Detail-Vollständigkeit wiedergeben können, eignen sie sich besonders für militärische Zwecke, die Dokumentation wissenschaftlicher Erhebungen, für die Darstellung geothematischer Erkenntnisse (z. B. Orographie, Geomorphologie und Hydrologie), für die Planung von Verkehrswegen, Leitungen und Trassen, für die Verwaltung von Flächen, Gebieten und Regionen und nicht zuletzt für die Orientierung im Gelände. So sind topografische Karten naturgemäß die ideale Grundlage für ihre Weiterverarbeitung zu Wander-, Radwander-, Freizeit- und Naturparkkarten sowie als Basis für thematische Karten.
Von den amtlichen topografischen Karten sind in der Vergangenheit alle weiteren topografischen, geografischen und thematischen Karten der öffentlichen Verwaltung und der privaten Landkartenverlage durch Übernahme der Inhalte, neue kartografische Gestaltung und meistens auch Verkleinerung des Maßstabs abgeleitet worden.
Amtliche topografische Karten werden auf gesetzlicher Grundlage aus Steuermitteln hergestellt und dienen vor allem der öffentlichen Daseinsvorsorge und Sicherheit sowie der Landesverteidigung. So stellt beispielsweise das Zentrum für Geoinformationswesen der Bundeswehr seinen Kartenbedarf weitgehend aus den amtlichen topografischen Landeskartenwerken sicher. Die geologischen Dienste der Länder geben auf der Grundlage der Landeskartenwerke geologische, hydrogeologische und Bodenkarten heraus.

### Blattbezeichnung

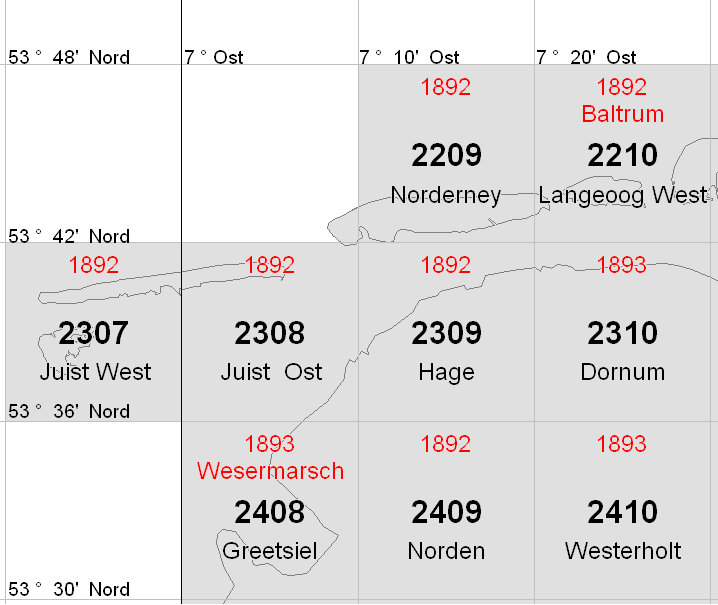
Ausschnitt der Nordseeküste
Die obere rote Beschriftung gibt das Jahr der Erstausgabe an, und ggf. den ursprünglichen Namen des Kartenblattes. In schwarz die aktuelle Nummer des Kartenblattes sowie dessen aktueller Name.

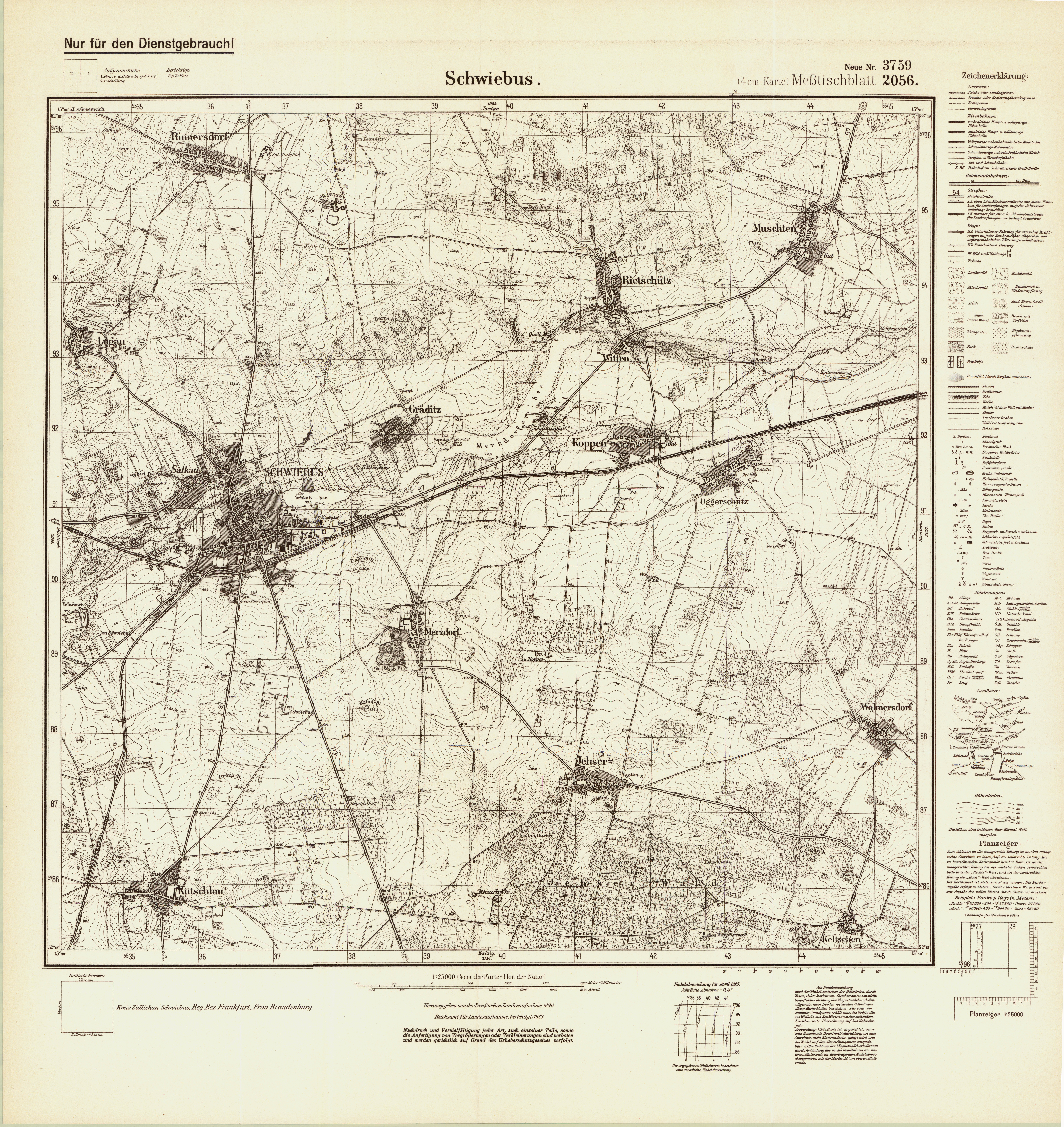
Beispiel einer topographischen Karte 1:25.000 (Messtischblatt). Blatt 3759 von Schwiebus (heute Świebodzin), 1933

## Freie topografische Karten

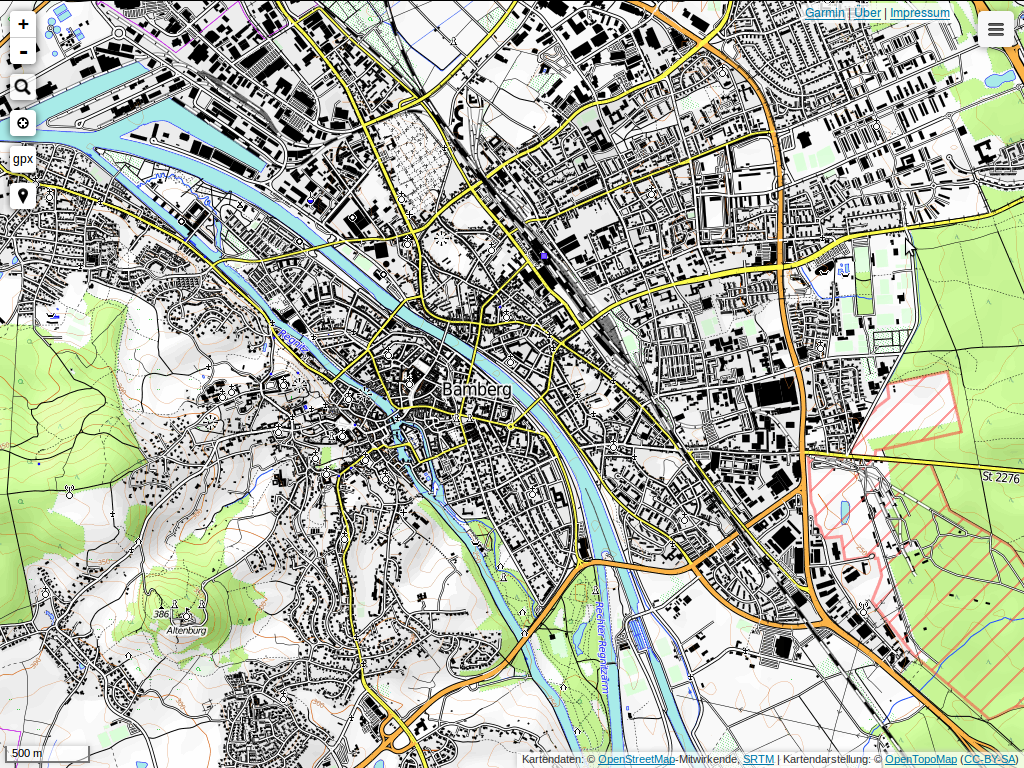
Topographische Karte aus OpenStreetMap- und SRTM-Daten